# СУ-3
СУ-3 (Т-27К, СУ-76К) — опытная самоходная артиллерийская установка на шасси танкетки Т-27, предназначенная для действий в составе разведывательных отрядов и сопровождения конницы.

## История разработки
Разработана в КБ Артакадемии в 1932 году путём установки на шасси серийной танкетки Т-27 модифицированной 76-мм авиационной динамореактивной пушки АПК-4 конструкции Курчевского. Пушка была доработана специально для этого проекта в ОКБ-1 ГАУ (затем в СКБ-1 завода № 8) и получила обозначение ТПК-27. Она устанавливалась вместо штатного пулемета ДТ у правого борта машины (горизонтальный угол наведения 5°, вертикальный от −1° до +5°) и была оснащена полуавтоматическим механизмом перезаряжания (магазин на 4 выстрела, перезаряжание за счет мускульной силы стрелка). Сопло пушки выступало за габариты танка на 335 мм. Двигатель, трансмиссия и ходовая часть танкетки остались без изменений.
Опытный образец самоходной установки был создан на заводе № 7 «Красный Арсенал» и в 1933 году успешно прошёл заводские испытания на полигоне завода №8, было произведено 132 выстрела. Полигонные испытания проходили на полигоне Московских курсов усовершенствования командного состава в Кунцево 25—26 марта 1933 года. При стрельбе выяснилось, что наводка на цель на ходу возможна только поворотом корпуса САУ. Были зафиксированы неоднократные отказы матчасти, на ходу в танкетке ощущалась сильная вибрация.
После устранения конструктивных недостатков 11 июня 1933 были проведены повторные испытания, в ходе которых отказов матчасти зафиксировано не было, а скорострельность увеличилась в два раза (с 6,7 до 12,2 выстрелов в минуту).
Однако войсковые испытания выявили недостаточные баллистические характеристики пушки. Кроме того, резкий звук выстрела и пыль, поднимаемая реактивной струей из сопла, демаскировали машину. Серийное производство было признано нецелесообразным.